# Список номинантов на Нобелевскую премию по литературе (О — Ф)
Нобелевская премия по литературе (швед. Nobelpriset i litteratur, англ. Nobel Prize in Literature) — престижная награда, ежегодно вручаемая Нобелевским фондом за достижения в области литературы с 1901 года. Одна из пяти Нобелевских премий, учреждённых Альфредом Нобелем в его завещании.
За выбор лауреатов Нобелевской премии по литературе отвечает Шведская Академия, которая состоит из 18 мест, пожизненно занимаемых известными шведскими писателями, учёными, общественными деятелями. В её составе действует Нобелевский комитет по литературе. Он представляет собой рабочую группу, включающую от четырёх до пяти человек, которая оценивает номинации и представляет свои рекомендации Академии.

## Процедура номинирования и отбора

### Номинирование
Ежегодно в сентябре Нобелевский комитет по литературе направляет письма-приглашения и номинационные формы 600-700 лицам и организациям, которые имеют право выдвигать номинантов на соискание премии. Согласно уставу Нобелевского фонда, предлагать кандидатуры для награждения могут следующие лица:
- члены Шведской академии, а также других академий, институтов и обществ с аналогичными целями и структурой;
- профессора литературы и лингвистики различных университетов и университетских колледжей;
- лауреаты Нобелевской премии по литературе;
- председатели авторских сообществ (союзов писателей), представляющих литературное творчество в своих странах.

Те, кто не получил приглашения, но соответствуют требованиям к номинаторам, также могут представить свои предложения по кандидатурам. Номинирование самих себя строго запрещено.
Заполненные формы должны быть получены Нобелевским комитетом не позднее 31 января следующего года. Члены комитета проверяют номинации и представляют список на утверждение Шведской Академии.

### Отбор
Оценку заявок и отбор кандидатов производит Нобелевский комитет по литературе. Из их числа Шведская Академия выбирает лауреатов.
В апреле после тщательного изучения номинаций комитет отбирает 15-20 имён для рассмотрения Академией в качестве предварительных кандидатов. В мае комитет сокращает этот список до пяти приоритетных номинантов. Летом члены Академии читают и оценивают произведения финалистов, а в сентябре обсуждают ценность их вклада в литературу. В это же время Нобелевский комитет занимается подготовкой отчётов по каждому из кандидатов.
В начале октября Шведская Академия выбирает лауреата Нобелевской премии по литературе. Победитель должен получить больше половины голосов академиков. После этого объявляется имя нобелевского лауреата.
Церемония вручения Нобелевских премий проходит 10 декабря в Стокгольме. Лауреаты получают свои награды, включающие в себя Нобелевскую медаль, диплом и денежное вознаграждение.

## Запрет на разглашение
При вручении награды известны только имена лауреатов. Имена номинантов публично не объявляются, и претендентам о факте выдвижения не сообщается. Эта информация является секретной. Устав Нобелевского Фонда запрещает публично или в частном порядке разглашать любые сведения о номинациях и мнениях, высказанных членами Нобелевского комитета, в течение 50 лет.
На сегодняшний день на официальном сайте премии доступны сведения о номинантах с 1901 по 1971 годы. Также представлена информация из архивов Шведской Академии за 1962—1966 годы, включающая в себя шорт-листы кандидатов и выдержки из отчётов Нобелевского комитета.

## Список номинантов по алфавиту
| А | Б | В | Г | Д | Ж | З | И | Й | К | Л | М | Н | О | П | Р | С | Т | У | Ф | Х | Ц | Ч | Ш | Э |

### О
| Год  | Номинатор | Код номинации |
| ---- | --- | ------------- |
| 1916 | Томас Рис-Дэвидс (1843—1922) Великобритания Британская академия | 6-0           |
| 1916 | За публикацию канонической литературы раннего буддизма на языке пали Оригинальный текст (англ.)For the publication of the standard literature of the early Buddhist literature and of the Pali literature |               |

| Год  | Номинатор                                                                               | Код номинации |
| ---- | --------------------------------------------------------------------------------------- | ------------- |
| 1905 | Иван Бодуэн де Куртенэ (1845—1929) Россия Императорский Санкт-Петербургский университет | 2-1           |
| 1905 | Леонгард Мазинг (1845—1936) Германия Юрьевский университет                              | 2-2           |
| 1905 | Александр Брюкнер (1856—1939) Германия Берлинский университет                           | 2-3           |
| 1905 | Ян Лось (1860—1928) Польша Ягеллонский университет                                      | 2-4           |
| 1905 | Иосиф Миккола (1866—1946) Финляндия Хельсинкский университет                            | 2-5           |
| 1905 | Юзеф Калленбах (1861—1929) Польша Фрайбургский университет                              | 2-6           |
| 1905 | Антоний Калина (1846—1906) Украина Львовский университет                                | 2-7           |
| 1905 | Лев Шепелевич (1863—1909) Россия Харьковский университет                                | 2-8           |

| Год  | Номинатор                                                             | Код номинации |
| ---- | --------------------------------------------------------------------- | ------------- |
| 1917 | Кристен Коллин (1857—1926) Норвегия Королевский университет Фредерика | 18-0          |

### П
| Год  | Номинатор                                                                          | Код номинации |
| ---- | ---------------------------------------------------------------------------------- | ------------- |
| 1926 | Симос Менардос (1871—1933) Греция Афинский университет                             | 11-0          |
| 1927 | Симос Менардос (1871—1933) Греция Афинский университет                             | 1-0           |
| 1928 | Вернер фон Хейденстам (1859—1940) Швеция Шведская академия 1916                    | 22-0          |
| 1929 | Фредерик Поульсен (1876—1950) Дания Датская королевская академия наук и литературы | 10-0          |
| 1930 | Симос Менардос (1871—1933) Греция Афинский университет                             | 13-0          |
| 1930 | Вернер фон Хейденстам (1859—1940) Швеция Шведская академия 1916                    | 13-1          |
| 1931 | Симос Менардос (1871—1933) Греция Афинский университет                             | 1-0           |
| 1931 | 10 членов Афинской академии                                                        | 1-1           |
| 1932 | Симос Менардос (1871—1933) Греция Афинский университет                             | 14-0          |
| 1933 | Симос Менардос (1871—1933) Греция Афинский университет                             | 9-0           |
| 1934 | Гарри Фетт (1875—1962) Норвегия Норвежская академия наук                           | 8-0           |
| 1934 | Фредерик Поульсен (1876—1950) Дания Датская королевская академия наук и литературы | 8-1           |
| 1935 | Вернер фон Хейденстам (1859—1940) Швеция Шведская академия 1916                    | 16-0          |
| 1935 | Три профессора литературы и истории Афинского университета                         | 16-1          |
| 1936 | София Антониадес (1895—1972) Греция Лейденский университет, Нидерландs             | 17-0          |
| 1936 | Гарри Фетт (1875—1962) Норвегия Норвежская академия наук                           | 17-1          |
| 1937 | Никос Вейс (1882—1958) Греция Афинский университет                                 | 11-0          |
| 1938 | Трое профессоров Афинского университета и членов Афинской академии                 | 18-0          |
| 1940 | Иоаннис Калицунакис (1878—1966) Греция Афинская академия                           | 16-0          |

| Год  | Номинатор | Код номинации |
| ---- | --- | ------------- |
| 1901 | Фредрик Вульф (1845—1930) Швеция Лундский университет | 12-0          |
| 1901 | За книги «Речь по случаю вступления во Французскую Академию» (1897), «Поэзия средневековья» (1-я и 2-я серии лекций, 1885-95), «Мыслители и поэты» (1896), «Поэмы и легенды средневековья» (1899) Оригинальный текст (фр.)«Discours de réception» (1897), «La poésie du moyen âge» (séries 1—2, 1885-95), «Penseurs et poètes» (1896), «Poèmes et légendes du moyen âge» (1899)                                                   |               |
| 1902 | Фредрик Вульф (1845—1930) Швеция Лундский университет | 10-0          |
| 1902 | За книги «Речь по случаю вступления во Французскую Академию» (1897), «Поэзия средневековья» (1-я и 2-я серии лекций, 1885-95), «Мыслители и поэты» (1896), «Поэмы и легенды средневековья» (1899), «Франсуа Вийон» (1901) Оригинальный текст (фр.)«Discours de réception» (1897), «La poésie du moyen âge» (séries 1—2, 1885-95), «Penseurs et poètes» (1896), «Poèmes et légendes du moyen âge» (1899), «François Villon» (1901) |               |
| 1903 | Фредрик Вульф (1845—1930) Швеция Лундский университет | 11-1 11-2     |

| Год  | Номинатор                                                                    | Код номинации |
| ---- | ---------------------------------------------------------------------------- | ------------- |
| 1927 | Джованни Джентиле (1875—1944) Италия Римский университет                     | 8-0           |
| 1927 | Паоло Бозелли (1838—1932) Италия Национальная академия деи Линчеи            | 8-1           |
| 1927 | Помпео Герардо Мольменти (1852—1928) Италия Национальная академия деи Линчеи | 8-2           |

| Год  | Номинатор | Код номинации |
| ---- | --- | ------------- |
| 1922 | Олуф Колсруд (1885—1945) Норвегия Королевский университет Фредерика | 8-0           |
| 1922 | Кристиан Хюльсен (1858—1935) Германия Гейдельбергский университет | 8-1           |
| 1922 | За книгу «История папства с конца средневековья» (тт. 1—16, 1886—1933) Оригинальный текст (нем.)«Geschichte der Päpste seit dem Ausgang des Mittelalters» (Bd. 1—16, 1886—1933) |               |
| 1923 | Олуф Колсруд (1885—1945) Норвегия Норвежское королевское общество наук и литературы                                                                                             | 15-0          |
| 1924 | Олуф Колсруд (1885—1945) Норвегия Норвежское королевское общество наук и литературы                                                                                             | 16-0          |
| 1925 | Олуф Колсруд (1885—1945) Норвегия Норвежское королевское общество наук и литературы                                                                                             | 19-0          |
| 1929 | Олуф Колсруд (1885—1945) Норвегия Норвежская академия наук и словесности | 5-0           |

| Год  | Номинатор                                                                                   | Код номинации |
| ---- | ------------------------------------------------------------------------------------------- | ------------- |
| 1901 | Пётр Бонавиат Россия Санкт-Петербургский Елизаветинский институт                            | 7-0           |
| 1901 | За пьесу «В поисках идеала» (1900) Оригинальный текст (фр.)«La recherche de l'idéal» (1900) |               |

| Год  | Номинатор | Код номинации |
| ---- | --- | ------------- |
| 1912 | Хасинто Пикон (1852—1923) Хосе Эчегарай-и-Эйсагирре (1832—1916) 1904 Эудженио Селлес (1842—1926) Хосе Родригес Каррасидо (1856—1928) Испания Испанская королевская академия | 19-1          |
| 1912 | Более 700 членов различных литературных обществ Испания | 19-2          |
| 1913 | Члены Испанской королевской академии и ряда литературных обществ Испания | 1-0           |
| 1914 | Хосе Эчегарай-и-Эйсагирре (1832—1916) Испания Испанская королевская академия 1904                                                                                           | 19-0          |
| 1914 | 2 члена Испанской королевской академии Испания | 19-0          |
| 1915 | Пер Хальстрём (1866—1960) Швеция Шведская академия | 19-0          |
| 1916 | Харальд Хьерне (1848—1922) Швеция Шведская академия | 26-1          |
| 1916 | Карл Альфред Мелин (1849—1919) Швеция Шведская академия | 26-2          |

| Год  | Номинатор                                                         | Код номинации |
| ---- | ----------------------------------------------------------------- | ------------- |
| 1913 | Морис Метерлинк (1862—1949) Бельгия 1911                          | 8-0           |
| 1914 | Морис Метерлинк (1862—1949) Бельгия 1911                          | 8-0           |
| 1916 | 3 члена Бельгийской королевской академии Бельгия                  | 7-0           |
| 1917 | Эрнест Нис (1851—1920) Бельгия Бельгийская королевская академия   | 3-1           |
| 1917 | Адольф Принс (1845—1919) Бельгия Бельгийская королевская академия | 3-2           |

| Год  | Номинатор                                                       | Код номинации |
| ---- | --------------------------------------------------------------- | ------------- |
| 1913 | Адольф Нурен (1854—1925) Швеция Уппсальский университет         | 5-0           |
| 1916 | Отто Есперсен (1860—1943) Дания Копенгагенский университет      | 15-0          |
| 1917 | Адольф Нурен (1854—1925) Швеция Уппсальский университет         | 7-0           |
| 1917 | Вильгельм Андерсен (1864—1953) Дания Копенгагенский университет | 19-0          |

### Р
| Год  | Номинатор                                                   | Код номинации |
| ---- | ----------------------------------------------------------- | ------------- |
| 1921 | Члены Руанской академии наук, литературы и искусств Франция | 12-0          |

| Год  | Номинатор                                                                                        | Код номинации |
| ---- | ------------------------------------------------------------------------------------------------ | ------------- |
| 1906 | Чарльз Свишен (1846-1940) США Университет Джорджа Вашингтона                                     | 15-1          |
| 1906 | Герман Шёнфельд (1861—1926) США Университет Джорджа Вашингтона                                   | 15-2          |
| 1906 | Митчелл Кэрролл (1870—1925) США Университет Джорджа Вашингтона                                   | 15-3          |
| 1906 | Уильям Уилбур (1864—1945) США Университет Джорджа Вашингтона                                     | 15-4          |
| 1906 | Чарльз Нидем (1848—1935) США Университет Джорджа Вашингтона                                      | 15-5          |
| 1907 | Чарльз Нидем (1848—1935) США Университет Джорджа Вашингтона                                      | 11-0          |
| 1907 | За книгу «Основы эстетики» (1906) Оригинальный текст (англ.)«The Essentials of Æsthetics» (1906) |               |
| 1908 | Чарльз Нидем (1848—1935) США Университет Джорджа Вашингтона                                      | 13-0          |

| Год  | Номинатор                                             | Код номинации |
| ---- | ----------------------------------------------------- | ------------- |
| 1919 | Члены Академии знаний в Кракове Польша                | 1-0           |
| 1920 | Пер Хальстрём (1866—1960) Швеция Шведская академия    | 14-0          |
| 1922 | Нобелевский комитет Швеция                            | 19-0          |
| 1924 | Андерс Эстерлинг (1884—1981) Швеция Шведская академия | 18-0          |

| Год  | Номинатор                                                                                 | Код номинации |
| ---- | ----------------------------------------------------------------------------------------- | ------------- |
| 1925 | Тор Хедберг (1862—1931) Швеция Шведская академия                                          | 11-0          |
| 1925 | За пьесу «Неизвестный солдат» Оригинальный текст (англ.)«The unknown warrior»             |               |
| 1926 | Тор Хедберг (1862—1931) Швеция Шведская академия                                          | 10-0          |
| 1926 | За пьесу «Неизвестный солдат» Оригинальный текст (фр.)«Le Tombeau sous l´Arc de Triomphe» |               |

| Год  | Номинатор                                                                           | Код номинации |
| ---- | ----------------------------------------------------------------------------------- | ------------- |
| 1911 | 20 профессоров и членов Датской королевской академии наук и литературы Дания        | 9-1           |
| 1911 | Эверт Врангель (1863—1940) Швеция Лундский университет                              | 9-2           |
| 1912 | Эверт Врангель (1863—1940) Швеция Лундский университет                              | 24-1          |
| 1912 | Тор Ланге (1851—1915) Дания Датское национальное Общество авторов                   | 24-2          |
| 1913 | Члены Датской королевской академии наук и литературы Дания                          | 23-0          |
| 1914 | 11 профессоров и членов Датской королевской академии наук и литературы Дания        | 20-0          |
| 1915 | Карл Альфред Мелин (1849—1919) Швеция Шведская академия                             | 20-0          |
| 1916 | Карл Альфред Мелин (1849—1919) Швеция Шведская академия                             | 25-0          |
| 1930 | Йоханнес Стенструп (1844—1935) Дания Датская королевская академия наук и литературы | 22-0          |
| 1930 | 8 членов Датской королевской академии наук и литературы Дания                       | 22-0          |

| Год  | Номинатор | Код номинации |
| ---- | --- | ------------- |
| 1901 | Антуан Бенуа (1846—1922) Франция Тулузский университет                                                                            | 19-0          |
| 1901 | За книгу «Новая монадология» (1899, совместно с Л. Пратом) Оригинальный текст (фр.)«La nouvelle monadologie» (1899, avec L. Prat) |               |

| Год  | Номинатор | Код номинации |
| ---- | --- | ------------- |
| 1902 | Джон Хейлз (1836—1914) Великобритания Королевский колледж | 32-0          |
| 1902 | За книгу «Regnum Dei: Восемь лекций о Царстве Божьем в истории христианской мысли» (1901) Оригинальный текст (англ.)«Regnum Dei: Eight lectures on the Kingdom of God in the history of Christian thought» (1901) |               |

| Год  | Номинатор                                                 | Код номинации |
| ---- | --------------------------------------------------------- | ------------- |
| 1910 | Эдмон Россье (1865—1945) Швейцария Лозаннский университет | 14-0          |

| Год  | Номинатор                                               | Код номинации |
| ---- | ------------------------------------------------------- | ------------- |
| 1911 | Эмиль Рейх (1864—1940) Австрия Венский университет      | 16-0          |
| 1913 | Карл Альфред Мелин (1849—1919) Швеция Шведская академия | 26-0          |
| 1918 | Карл Альфред Мелин (1849—1919) Швеция Шведская академия | 14-0          |

| Год  | Номинатор                                                        | Код номинации |
| ---- | ---------------------------------------------------------------- | ------------- |
| 1915 | Генрик Шюк (1855—1947) Швеция Шведская академия                  | 4-0           |
| 1916 | Генрик Шюк (1855—1947) Швеция Шведская академия                  | 11-1          |
| 1916 | Эрик Аксель Карлфельдт (1864—1931) Швеция Шведская академия 1931 | 11-2          |
| 1916 | Фредрик Вульф (1845—1930) Швеция Лундский университет            | 11-3          |

| Год  | Номинатор                                                              | Код номинации |
| ---- | ---------------------------------------------------------------------- | ------------- |
| 1926 | Рене Думик (1860—1937) Франция Французская академия                    | 8-0           |
| 1926 | Кристиан Сандфельд (1873—1942) Дания Датская королевская академия наук | 8-1           |
| 1926 | Кристофер Нюроп (1858—1931) Дания Датская королевская академия наук    | 8-2           |
| 1928 | Члены Комитета Рони Франция                                            | 15-0          |
| 1928 | Ромен Роллан (1866—1944) Франция 1915                                  | 15-1          |
| 1932 | Раймон Пуанкаре (1860—1934) Франция                                    | 13-0          |
| 1932 | Морис Метерлинк (1862—1949) Бельгия 1911                               | 13-1          |
| 1932 | Комитет Рони Франция                                                   | 13-2          |

| Год  | Номинатор | Код номинации |
| ---- | --- | ------------- |
| 1901 | Поль Эрвье (1857—1915) Франция Французская академия                                                                           | 3-1           |
| 1901 | Габриель Аното (1853—1944) Франция Французская академия                                                                       | 3-2           |
| 1901 | За пьесы «Сирано де Бержерак» (1897), «Орлёнок» (1900) Оригинальный текст (фр.)«Cyrano de Bergerac» (1897), «L'Aiglon» (1900) |               |

| Год  | Номинатор                                            | Код номинации |
| ---- | ---------------------------------------------------- | ------------- |
| 1909 | 4 профессора Мадридского университета Испания        | 9-0           |
| 1910 | 7 профессоров Мадридского университета Испания       | 13-0          |
| 1911 | Члены Испанских центров на Кубе Куба                 | 4-1           |
| 1911 | Профессора Института кардинала Сиснероса Испания     | 4-2           |
| 1912 | 10 профессоров Института кардинала Сиснероса Испания | 11-0          |
| 1913 | Профессора Мадридского университета Испания          | 7-0           |
| 1915 | Профессора Мадридского университета Испания          | 3-0           |

### С
| Год  | Номинатор | Код номинации |
| ---- | --- | ------------- |
| 1901 | Габриель Моно (1844—1912) Франция Институт Франции | 15-0          |
| 1901 | За книгу «Заметки о философии религии, основанной на психологии и истории» (1897) Оригинальный текст (фр.)«Esquisse d'une philosophie de la religion d'après la psychologie et l'histoire» (1897) |               |

| Год  | Номинатор | Код номинации |
| ---- | --- | ------------- |
| 1901 | Карл Бильдт (1850—1931) Швеция Шведская королевская академия словесности, истории и древностей                    | 8-0           |
| 1901 | За книгу «Жизнь святого Франциска Ассизского» (1894) Оригинальный текст (фр.)«Vie de S. François d'Assise» (1894) |               |
| 1902 | Карл Бильдт (1850—1931) Швеция Шведская академия                                                                  | 6-0           |
| 1902 | За книгу «Жизнь святого Франциска Ассизского» (1894) Оригинальный текст (фр.)«Vie de S. François d'Assise» (1894) |               |
| 1903 | Карл Бильдт (1850—1931) Швеция Шведская академия                                                                  | 7-0           |
| 1924 | Карл Бильдт (1850—1931) Швеция Шведская академия                                                                  | 10-0          |
| 1925 | Карл Бильдт (1850—1931) Швеция Шведская академия                                                                  | 5-0           |

| Год  | Номинатор                  | Код номинации |
| ---- | -------------------------- | ------------- |
| 1922 | Нобелевский комитет Швеция | 18-0          |

| Год  | Номинатор | Код номинации |
| ---- | --- | ------------- |
| 1901 | Станислав Тарновский (1837—1917) Польша Академия знаний в Кракове                                                                          | 14-1          |
| 1901 | Ханс Хильдебранд (1842—1913) Швеция Шведская академия                                                                                      | 14-2          |
| 1901 | Харальд Хьерне (1848—1922) Швеция Уппсальский университет                                                                                  | 14-3          |
| 1901 | За романы «Камо грядеши» (1894-96), «Огнём и мечом» (1883-84) Оригинальный текст (пол.)«Quo vadis» (1894-96), «Ogniem i mieczem» (1883-84) |               |
| 1902 | Ханс Хильдебранд (1842—1913) Швеция Шведская академия                                                                                      | 29-0          |
| 1903 | Ханс Хильдебранд (1842—1913) Швеция Шведская академия                                                                                      | 19-0          |
| 1904 | Харальд Хьерне (1848—1922) Швеция Шведская академия                                                                                        | 18-0          |
| 1905 | Ханс Хильдебранд (1842—1913) Швеция Шведская академия                                                                                      | 14-0          |

| Год  | Номинатор                                                         | Код номинации |
| ---- | ----------------------------------------------------------------- | ------------- |
| 1922 | Франческо Торрака (1853—1938) Италия Неаполитанский университет   | 6-0           |
| 1922 | Роберто де Руджеро (1875—1934) Италия Академия Понтаниана         | 6-1           |
| 1923 | Франческо Торрака (1853—1938) Италия Неаполитанский университет   | 11-0          |
| 1923 | Джузеппе де Лоренцо (1871—1957) Италия Неаполитанский университет | 11-1          |
| 1924 | Франческо Торрака (1853—1938) Италия Неаполитанский университет   | 9-0           |
| 1925 | 4 профессора Неаполитанской академии изящных искусств Италия      | 6-0           |

| Год  | Номинатор                                                       | Код номинации |
| ---- | --------------------------------------------------------------- | ------------- |
| 1914 | Элой Сеньян-и-Алонсо (1858—19..) Испания Гранадский университет | 21-0          |

| Год  | Номинатор                                          | Код номинации |
| ---- | -------------------------------------------------- | ------------- |
| 1910 | Чарльз Кент (1860—1917) США Виргинский университет | 1-0           |
| 1911 | Чарльз Кент (1860—1917) США Виргинский университет | 10-0          |

| Год  | Номинатор                                            | Код номинации |
| ---- | ---------------------------------------------------- | ------------- |
| 1927 | Эдгар Брэндон (1865—1957) Университет Майами (Огайо) | 19-0          |

| Год  | Номинатор                                                                | Код номинации |
| ---- | ------------------------------------------------------------------------ | ------------- |
| 1912 | Альфред Йенсен (1859—1921) Швеция Нобелевский институт Шведской академии | 26-0          |

| Год  | Номинатор | Код номинации |
| ---- | --- | ------------- |
| 1903 | Альбер Вандаль (1853—1910) Франция Французская академия                                                                         | 9-0           |
| 1903 | За книгу «Европа и французская революция» (1885—1904) Оригинальный текст (фр.)«L'Europe et la Révolution française» (1885—1904) |               |
| 1904 | Габриель Аното (1853—1944) Франция Французская академия                                                                         | 4-0           |
| 1904 | За книгу «Европа и французская революция» (1885—1904) Оригинальный текст (фр.)«L'Europe et la Révolution française» (1885—1904) |               |
| 1905 | Фредерик Массон (1847—1923) Франция Французская академия                                                                        | 5-1           |
| 1905 | Альбер Вандаль (1853—1910) Франция Французская академия                                                                         | 5-2           |
| 1905 | Рене Базен (1853—1932) Франция Французская академия                                                                             | 5-3           |
| 1905 | Габриель Аното (1853—1944) Франция Французская академия                                                                         | 5-4           |
| 1906 | Фредерик Массон (1847—1923) Франция Французская академия                                                                        | 6-1           |
| 1906 | Габриель Аното (1853—1944) Франция Французская академия                                                                         | 6-2           |
| 1906 | Рене Базен (1853—1932) Франция Французская академия                                                                             | 6-3           |

| Год  | Номинатор                                         | Код номинации |
| ---- | ------------------------------------------------- | ------------- |
| 1926 | Университет Монтевидео Уругвай                    | 27-0          |
| 1928 | Члены Академии Лимы Перу и Академии Панамы Панама | 3-0           |

| Год  | Номинатор                                                       | Код номинации |
| ---- | --------------------------------------------------------------- | ------------- |
| 1902 | 49 членов Нобелевского комитета Общества авторов Великобритания | 18-0          |

| Год  | Номинатор | Код номинации |
| ---- | --- | ------------- |
| 1901 | Армин Вамбери (1832—1913) Венгрия Венгерская академия наук                                                                      | 21-0          |
| 1901 | За книгу «Таинственная душа. Мысли филантропа» Оригинальный текст (нем.)«Arcanum anima [sic!]. Gedanken eines Menschenfreundes» |               |

| Год  | Номинатор | Код номинации |
| ---- | --- | ------------- |
| 1905 | Джон Браун (1845—1935) Новая Зеландия Колледж Кентербери                                                         | 15-0          |
| 1905 | За роман «Лиманора, остров прогресса» (1903) Оригинальный текст (англ.)«Limanora, the Island of Progress» (1903) |               |

| Год  | Номинатор                                                            | Код номинации |
| ---- | -------------------------------------------------------------------- | ------------- |
| 1903 | 35 членов Нобелевского комитета Общества авторов Великобритания      | 20-0          |
| 1904 | 39 членов Объединённого Общества авторов Великобритания              | 15-1          |
| 1904 | Арнольд Франке Великобритания Королевское литературное общество      | 15-2          |
| 1905 | Фрэнк Беддард (1858—1925) Великобритания Английское Общество авторов | 9-0           |
| 1906 | 35 членов Общества авторов Великобритания                            | 13-0          |
| 1907 | Карл Бильдт (1850—1931) Швеция Шведская академия                     | 4-1           |
| 1907 | 28 членов Объединённого Общества авторов Великобритания              | 4-2           |
| 1908 | 25 членов Объединённого Общества авторов Великобритания              | 8-0           |
| 1909 | Карл Бильдт (1850—1931) Швеция Шведская академия                     | 11-1          |
| 1909 | 31 член Британского Общества авторов Великобритания                  | 11-2          |

| Год  | Номинатор                                                                                                   | Код номинации |
| ---- | --- | ------------- |
| 1907 | Георгиос Хадзидакис (1848—1941) Греция Афинский университет                                                 | 10-1          |
| 1907 | 9 членов Ассоциации деятелей искусств Греции Греция                                                         | 10-2          |
| 1907 | Николаос Левидис (1848—1942) Греция Парламент Греции                                                        | 10-3          |
| 1908 | Имя номинатора написано неразборчиво Греция                                                                 | 1-0           |
| 1908 | За его содействие делу народного просвещения Оригинальный текст (фр.)Conseiller pour l'instruction publique |               |
| 1909 | Большое количество членов Парнасского литературного общества Греция                                         | 3-1           |
| 1909 | Димитриос Патсопулос (1845—1920) Греция Афинский университет                                                | 3-2           |
| 1909 | Павлос Каролидис (1849—1930) Греция Афинский университет                                                    | 3-3           |
| 1911 | Президент и секретарь Греческого филологического общества в Константинополе Турция                          | 3-0           |
| 1912 | Георгиос Хадзидакис (1848—1941) Греция Афинский университет                                                 | 5-0           |

| Год  | Номинатор | Код номинации |
| ---- | --- | ------------- |
| 1901 | Анри де Борнье (1825—1901) Гастон Парис (1839—1903) Поль Бурже (1852—1935) Октав Греар (1828—1904) Андре Терье (1833—1907) Гастон Буасье (1823—1908) Людовик Галеви (1834—1908) Анри Уссе (1848—1911) Франсуа Коппе (1842—1908) Жозе Мария де Эредиа (1842—1905) Жюль Леметр (1853—1914) Шарль де Фрейсине (1828—1923) Поль Дешанель (1855—1922) Эмиль Оливье (1825—1913) Эжен Гильом (1822—1905) Шарль Альбер Коста де Борегар (1835—1909) Эмиль Фаге (1847—1916) Франция Французская академия | 10-0          |
| 1901 | Гюстав Лансон (1857—1934) Франция Парижский университет | 10-2          |
| 1901 | Мишель Бреаль (1832—1915) Франция Коллеж де Франс | 10-3          |
| 1901 | Пер Гейер (1841—1919) Швеция Уппсальский университет | 10-4          |
| 1901 | За книги «Сочинения» (тт. 1—5, 1865—1888), «Что я знаю? Испытание совести» (1896), «Поэтическое завещание» (1901) Оригинальный текст (фр.)«Œuvres» (vol. 1—5, 1865-1888), «Que sais-je? Examen de conscience»(1896), «Testament poétique» (1901) |               |

### Т
| Год  | Номинатор                                                                     | Код номинации |
| ---- | ----------------------------------------------------------------------------- | ------------- |
| 1913 | Томас Стердж Мур (1870—1944) Великобритания Королевское литературное общество | 17-0          |

| Год  | Номинатор                                                                             | Код номинации |
| ---- | ------------------------------------------------------------------------------------- | ------------- |
| 1902 | Эрнест Лихтенбергер (1847—1913) Франция Парижский университет                         | 1-1           |
| 1902 | Мишель Бреаль (1832—1915) Франция Коллеж де Франс                                     | 1-2           |
| 1902 | Оскар Левертин (1862—1906) Швеция Стокгольмский университет                           | 1-3           |
| 1902 | Людовик Галеви (1834—1908) Франция Французская академия                               | 1-4           |
| 1902 | За роман «Воскресение» (1899)                                                         |               |
| 1903 | Людовик Галеви (1834—1908) Франция Французская академия                               | 4-1           |
| 1903 | Марселен Бертло (1827—1907) Франция Французская академия                              | 4-2           |
| 1903 | Анатоль Франс (1844—1924) Франция Французская академия 1921                           | 4-3 4-4       |
| 1904 | Людовик Галеви (1834—1908) Франция Французская академия                               | 8-1           |
| 1904 | Альбер Сорель (1842—1906) Франция Французская академия                                | 8-2           |
| 1905 | Эжен Мелькиор де Вогюэ (1848—1910) Франция Французская академия                       | 1-1           |
| 1905 | Людовик Галеви (1834—1908) Франция Французская академия                               | 1-2           |
| 1905 | Марселен Бертло (1827—1907) Франция Французская академия                              | 1-3           |
| 1905 | Андреас Эуберт (1851—1913) Норвегия Норвежское королевское общество наук и литературы | 1-4           |
| 1905 | Карл Густав Эстландер (1834—1910) Финляндия Финское общество наук и литературы        | 1-5           |
| 1906 | Людовик Галеви (1834—1908) Франция Французская академия                               | 22-0          |

| Год  | Номинатор                                                                                                  | Код номинации |
| ---- | --- | ------------- |
| 1916 | Леопольд (Фриц) Леффлер (1847—1921) Швеция Шведская королевская академия словесности, истории и древностей | 23-0          |

| Год  | Номинатор                                                     | Код номинации |
| ---- | ------------------------------------------------------------- | ------------- |
| 1923 | Вольфганг Гольтер (1863—1945) Германия Ростокский университет | 2-0           |
| 1923 | Рудольф Унгер (1876—1942) Германия Кёнигсбергский университет | 2-1           |
| 1924 | Вольфганг Гольтер (1863—1945) Германия Ростокский университет | 4-0           |
| 1924 | Рудольф Унгер (1876—1942) Германия Кёнигсбергский университет | 4-1           |

### У
| Год  | Номинатор                                                      | Код номинации |
| ---- | -------------------------------------------------------------- | ------------- |
| 1926 | Энрике Неркассо-и-Моран (1854—1925) Чили Чилийский университет | 19-0          |

| Год  | Номинатор                                                                                                  | Код номинации |
| ---- | --- | ------------- |
| 1922 | Фредерик Поульсен (1876—1950) Дания Датская королевская академия наук и литературы                         | 7-0           |
| 1925 | 2 члена Норвежского королевского общества наук и литературы Норвегия                                       | 8-0           |
| 1925 | За трилогию «Кристин, дочь Лавранса» (1920-22) Оригинальный текст (норв.)«Kristin Lavransdatter» (1920-22) |               |
| 1926 | Ульрик Моцфельдт (1871—1942) Норвегия Норвежское королевское общество наук и литературы                    | 15-0          |
| 1928 | Хельга Энг (1875—1966) Норвегия Норвежская академия наук и словесности                                     | 26-0          |

| Год  | Номинатор                                         | Код номинации |
| ---- | ------------------------------------------------- | ------------- |
| 1927 | 7 профессоров Йельского университета США          | 14-0          |
| 1928 | Уильям Фелпс (1865—1943) США Йельский университет | 16-0          |
| 1930 | Тор Хедберг (1862—1931) Швеция Шведская академия  | 25-0          |

| Год  | Номинатор                                                          | Код номинации |
| ---- | ------------------------------------------------------------------ | ------------- |
| 1921 | Генрик Шюк (1855—1947) Швеция Шведская академия                    | 18-0          |
| 1932 | Синклер Льюис (1885—1951) США 1930                                 | 7-0           |
| 1935 | Сигфрид Сивертс (1882—1970) Швеция Шведская академия               | 20-0          |
| 1946 | Карл Адольф Бодельсен (1894—1978) Дания Копенгагенский университет | 5-0           |

| Год  | Номинатор                                                             | Код номинации |
| ---- | --------------------------------------------------------------------- | ------------- |
| 1913 | Карвет Рид (1848—1931) Великобритания Университетский колледж Лондона | 28-0          |

### Ф
| Год  | Номинатор                                                              | Код номинации |
| ---- | ---------------------------------------------------------------------- | ------------- |
| 1912 | Жан Ришпен (1849—1926) Франция Французская академия                    | 3-1           |
| 1912 | Фредерик Мистраль (1830—1914) Франция 1904                             | 3-2           |
| 1912 | Морис Метерлинк (1862—1949) Бельгия 1911                               | 3-3           |
| 1914 | Йохан Визинг (1855—1942) Швеция Королевское общество наук и литературы | 9-0           |

| Год  | Номинатор                                            | Код номинации |
| ---- | ---------------------------------------------------- | ------------- |
| 1913 | Эмиль Бутру (1845—1921) Франция Французская академия | 11-0          |
| 1914 | Харальд Хьерне (1848—1922) Швеция Шведская академия  | 23-0          |

| Год  | Номинатор | Код номинации |
| ---- | --- | ------------- |
| 1902 | Август Зауэр (1855—1926) Чехия Немецкий университет Карла-Фердинанда | 28-0          |
| 1902 | За сборники стихов «Господин Смерть» (1892), «Танец и молитва» (1893), «Меж двумя ночами» (1894), «Новое путешествие» (1897), «Вместе с жизнью» (1899) Оригинальный текст (нем.)«Mynheer der Tod» (1892), «Tanz und Andacht» (1893), «Zwischen zwei Nächten» (1894), «Neue Fahrt» (1897), «Mit dem Leben» (1899) |               |

| Год  | Номинатор                                                     | Код номинации |
| ---- | ------------------------------------------------------------- | ------------- |
| 1912 | 3 члена Института Ломбардии Академии наук и литературы Италия | 17-0          |
| 1913 | Члены Института Ломбардии Академии наук и литературы Италия   | 3-0           |
| 1914 | Члены Института Ломбардии Академии наук и литературы Италия   | 14-0          |

| Год  | Номинатор | Код номинации |
| ---- | --- | ------------- |
| 1923 | Антонио де Вити де Марко (1858—1943) Италия Академия деи Линчеи                                               | 3-1           |
| 1923 | Гаэтано Моска (1858—1941) Италия Туринская академия наук                                                      | 3-1           |
| 1923 | Гаэтано Сальвемини (1873—1957) Италия Флорентийский университет                                               | 3-1           |
| 1923 | Никколо Родолико (1873—1969) Италия Мессинский университет                                                    | 3-1           |
| 1923 | Эдвард Чейни (1861—1947) США Пенсильванский университет                                                       | 3-2           |
| 1923 | 4 профессора истории Швейцария Женевский университет                                                          | 3-3           |
| 1923 | Поль Бурже (1852—1935) Габриель Аното (1853—1944) Анатоль Франс (1844—1924) 1921 Франция Французская академия | 3-4           |
| 1923 | Анри Пиренн (1862—1935) Бельгия Гентский университет                                                          | 3-5           |
| 1923 | Большое количество членов Бразильской академии наук Бразилия                                                  | 3-6           |
| 1923 | Натан Сёдерблум (1866—1931) Швеция Шведская академия 1930                                                     | 3-7           |
| 1924 | Никколо Родолико (1873—1969) Италия Мессинский университет                                                    | 6-0           |
| 1924 | Гаэтано Моска (1858—1941) Италия Туринская академия наук                                                      | 6-0           |
| 1924 | Гаэтано Сальвемини (1873—1957) Италия Флорентийский университет                                               | 6-0           |
| 1924 | Антонио де Вити де Марко (1858—1943) Италия Академия деи Линчеи                                               | 6-0           |
| 1924 | Большое количество профессоров Невшательского университета Швейцария                                          | 6-1           |
| 1924 | Большое количество профессоров Женевского университета Швейцария                                              | 6-2           |
| 1925 | Вернер фон Хейденстам (1859—1940) Швеция Шведская академия 1916                                               | 4-0           |
| 1925 | Натан Сёдерблум (1866—1931) Швеция Шведская академия 1930                                                     | 4-1           |
| 1925 | Большое количество профессоров Женевского университета Швейцария                                              | 4-2           |
| 1925 | Большое количество профессоров Невшательского университета Швейцария                                          | 4-3           |
| 1925 | Гаэтано Сальвемини (1873—1957) Италия Флорентийский университет                                               | 4-4           |
| 1925 | Гаэтано Моска (1858—1941) Италия Туринская академия наук                                                      | 4-4           |
| 1925 | Никколо Родолико (1873—1969) Италия Мессинский университет                                                    | 4-4           |
| 1927 | Гаэтано Моска (1858—1941) Италия Туринская академия наук                                                      | 9-0           |
| 1927 | Георг Виттрок (1876—1957) Швеция Уппсальский университет                                                      | 10-0          |
| 1933 | Торстен Фогельквист (1880—1941) Швеция Шведская академия                                                      | 20-0          |

| Год  | Номинатор                                                            | Код номинации |
| ---- | -------------------------------------------------------------------- | ------------- |
| 1908 | Ханс Файхингер (1852—1933) Германия Галле-Виттенбергский университет | 16-0          |
| 1916 | Ханс Файхингер (1852—1933) Германия Галле-Виттенбергский университет | 5-0           |
| 1916 | Харальд Хьерне (1848—1922) Швеция Шведская академия                  | 5-0           |
| 1917 | Ханс Файхингер (1852—1933) Германия Галле-Виттенбергский университет | 17-0          |
| 1923 | Георг Гётц (1849—1932) Германия Саксонская академия наук             | 8-0           |
| 1923 | Эрнст Бертрам (1884—1957) Германия Кёльнский университет             | 8-1           |
| 1923 | Курт Брейзиг (1866—1940) Германия Берлинский университет             | 8-2           |
| 1923 | Ханс Файхингер (1852—1933) Германия Галле-Виттенбергский университет | 8-3           |

| Год  | Номинатор                                               | Код номинации |
| ---- | ------------------------------------------------------- | ------------- |
| 1922 | Томас Радмоз-Браун (1878—1942) Ирландия Тринити-колледж | 2-0           |

| Год  | Номинатор                                                | Код номинации |
| ---- | -------------------------------------------------------- | ------------- |
| 1906 | Леонардо Элиз (1861—1939) Чили Средняя школа Вальпараисо | 3-0           |

| Год  | Номинатор | Код номинации |
| ---- | --- | ------------- |
| 1901 | Ханс Форсель (1843—1901) Швеция Шведская академия | 22-0          |
| 1901 | За романы «Призрак» (1881), «Даниэле Кортис» (1885), «Тайна поэта» (1888), сборник эссе «Восхождение человека» (1899) Оригинальный текст (итал.)«Malombra: romanzo» (1881), «Daniele Cortis: romanzo» (1885), «Il mistero del poeta» (1888), «Ascensioni umane» (1899) |               |
| 1902 | Пер Гейер (1841—1919) Швеция Уппсальский университет | 27-0          |
| 1906 | Карл Бильдт (1850—1931) Швеция Шведская академия | 9-0           |
| 1907 | Эжен Мелькиор де Вогюэ (1848—1910) Франция Французская академия | 13-0          |
| 1908 | Карл Давид аф Вирсен (1842—1912) Ханс Хильдебранд (1842—1913) Пер Якоб фон Эренгейм (1823—1918) Харальд Хьерне (1848—1922) Швеция Шведская академия | 15-0          |
| 1910 | Эжен Мелькиор де Вогюэ (1848—1910) Франция Французская академия | 3-0           |
| 1911 | Йохан Визинг (1855—1942) Швеция Гётеборгский университет | 7-0           |

| Год  | Номинатор                                                                                   | Код номинации |
| ---- | ------------------------------------------------------------------------------------------- | ------------- |
| 1906 | Эрнест Нис (1851—1920) Бельгия Бельгийская королевская академия наук, литературы и искусств | 4-0           |
| 1906 | За работы по правам женщин Оригинальный текст (англ.)Work on women's rights                 |               |

| Год  | Номинатор                                                                  | Код номинации |
| ---- | -------------------------------------------------------------------------- | ------------- |
| 1916 | Иосиф Застырец (1873—1943) Австрия Украинская учительская семинария (Вена) | 4-0           |
| 1916 | Харальд Хьерне (1848—1922) Швеция Шведская академия                        | 4-0           |

| Год  | Номинатор | Код номинации |
| ---- | --- | ------------- |
| 1904 | Марселен Бертло (1827—1907) Франция Французская академия                                                        | 7-0           |
| 1909 | Поль Эрвье (1857—1915) Франция Французская академия                                                             | 20-0          |
| 1910 | Поль Эрвье (1857—1915) Франция Французская академия                                                             | 6-0           |
| 1911 | Поль Эрвье (1857—1915) Франция Французская академия                                                             | 25-0          |
| 1912 | Поль Эрвье (1857—1915) Франция Французская академия                                                             | 9-0           |
| 1913 | Рихард Мейер (1860—1914) Германия Берлинский университет                                                        | 10-0          |
| 1915 | Генрик Шюк (1855—1947) Швеция Шведская академия                                                                 | 5-1           |
| 1915 | Хокон Шетелиг (1877—1955) Норвегия Норвежское королевское общество наук и литературы                            | 5-2           |
| 1916 | Антон Брёггер (1884—1951) Норвегия Норвежская академия наук и словесности                                       | 2-1           |
| 1916 | Генрик Шюк (1855—1947) Швеция Шведская академия                                                                 | 2-2           |
| 1916 | За роман «Преступление Сильвестра Бонара» (1881) Оригинальный текст (фр.)«Le crime de Sylvestre Bonnard» (1881) |               |
| 1921 | Эрик Стааф (1867—1936) Швеция Уппсальский университет                                                           | 8-0           |
| 1921 | Йохан Визинг (1855—1942) Швеция Королевское общество наук и литературы                                          | 8-1           |
| 1921 | Эмануэль Вальберг (1873—1951) Швеция Лундский университет                                                       | 8-2           |

| Год  | Номинатор                                                   | Код номинации |
| ---- | ----------------------------------------------------------- | ------------- |
| 1912 | Вильгельм Эксли (1851—1919) Швейцария Цюрихский университет | 30-0          |
| 1913 | Вильгельм Эксли (1851—1919) Швейцария Цюрихский университет | 20-0          |
| 1914 | Вильгельм Эксли (1851—1919) Швейцария Цюрихский университет | 3-0           |
| 1916 | Вильгельм Эксли (1851—1919) Швейцария Цюрихский университет | 1-0           |
| 1917 | Вильгельм Эксли (1851—1919) Швейцария Цюрихский университет | 5-0           |
| 1918 | Вильгельм Эксли (1851—1919) Швейцария Цюрихский университет | 1-0           |
| 1920 | Вильгельм Эксли (1851—1919) Швейцария Цюрихский университет | 1-0           |

| Год  | Номинатор                                               | Код номинации |
| ---- | ------------------------------------------------------- | ------------- |
| 1911 | Адольф Нурен (1854—1925) Швеция Уппсальский университет | 13-1          |
| 1911 | Симон Боэций (1850—1924) Швеция Уппсальский университет | 13-2          |

| Год  | Номинатор                                                    | Код номинации |
| ---- | ------------------------------------------------------------ | ------------- |
| 1918 | Бенгт Хессельман (1875—1952) Швеция Гётеборгский университет | 3-0           |

| Год  | Номинатор                                                                                         | Код номинации |
| ---- | ------------------------------------------------------------------------------------------------- | ------------- |
| 1912 | Джордж Макмиллан (1855—1936) Великобритания Королевское литературное общество                     | 15-0          |
| 1926 | Мартин Нильсон (1874—1967) Швеция Шведская королевская академия словесности, истории и древностей | 5-0           |
| 1928 | Мартин Нильсон (1874—1967) Швеция Шведская королевская академия словесности, истории и древностей | 33-0          |
| 1935 | Ярл Шарпантье (1884—1935) Швеция Уппсальский университет                                          | 13-0          |

| Год  | Номинатор                                                 | Код номинации |
| ---- | --------------------------------------------------------- | ------------- |
| 1910 | Карл Давид аф Вирсен (1842—1912) Швеция Шведская академия | 10-0          |